# Берлин (Северна Дакота)
Берлин (енгл. Berlin) град је у америчкој савезној држави Северна Дакота.

## Демографија
По попису из 2010. године број становника је 34, што је 1 (-2,9%) становника мање него 2000. године.
| Група             | 2000.       | 2010.      |
| Белци             | 35 (100,0%) | 30 (88,2%) |
| Афроамериканци    | 0 (0,0%)    | 0 (0,0%)   |
| Азијати           | 0 (0,0%)    | 4 (11,8%)  |
| Хиспаноамериканци | 0 (0,0%)    | 0 (0,0%)   |
| Укупно            | 35          | 34         |